# Арам (сын Сима)
Арам (ивр. אֲרָם‎) — в Библии сын Сима, внук Ноя. Традиционно считается предком арамеев.

## Потомки
В Книге Бытия и книге Праведного сообщается о сыновьях Арама: Уц, Хул, Гефер и Маш. 
Согласно Иосифу Флавию, от Гефера произошли бактрийцы.